# Peggle

Peggle — казуальна відеогра-головоломка, розроблена PopCap Games . Спочатку він був випущений для систем Microsoft Windows і Mac OS X у 2007 році, а потім мав версії для Xbox Live Arcade, PlayStation Network, Nintendo DS (за допомогою Q Entertainment), Windows Mobile, iOS, Zeebo та Android ; гру також було портовано як програму Java та розширену міні-гру, включену до багатокористувацької онлайн-гри World of Warcraft . Продовження було випущено у вересні 2008 року під назвою Peggle Nights . PopCap, дочірня компанія Electronic Arts, анонсувала Peggle 2 на E3 2013.
Натхненний пачинко та багателле, кожен рівень Peggle вимагає від гравця кидати обмежену кількість кульок у поле з кольоровими кілочками, щоб очистити спеціально позначені кілочки, намагаючись досягти високого результату за допомогою вмілого планування удару. Щоб допомогти гравцеві в цьому завданні, можна активувати спеціальні повноваження, пов’язані з різними мультфільмами «Майстри Peggle». Спочатку Peggle продавався повільно, але отримав прискорення завдяки включенню спеціально розробленої демонстрації в The Orange Box від Valve, і з тих пір його завантажили понад 50 мільйонів разів.

## Ігровий процес
В основному режимі гри «Пригода» Peggle поділено на п’ятдесят п’ять рівнів. На кожному рівні розташовано приблизно сто блакитних «кілочок», розташованих відповідно до фонового зображення рівня, всередині трьох стін зверху та з боків (залишаючи нижню частину відкритою), а також інші фіксовані та рухомі елементи.  Мета кожного рівня — очистити дошку від двадцяти п’яти випадкових кілочків, які стали помаранчевими на початку рівня, використовуючи пускову установку, розташовану вгорі по центру екрана, щоб вдарити по одній чи кількох кілочках. Кілочки засвітяться під час удару, і коли м’яч провалиться крізь нижню частину екрану або буде спійманий ловцем м’яча, який фіксовано рухається вперед-назад уздовж дна, кілочки буде видалено. Збиті кілочки також видаляються, якщо на них застряг м'яч. Гравець починає кожен рівень із десяти м’ячів (дванадцять у версії iPod без Touch), щоб очистити помаранчеві кілочки, але може заробити більше, потрапивши м’ячем у ловлю м’яча або заробивши високі бали за одиночний удар. Якщо не вдасться очистити поле з відведеною кількістю куль, гравець повинен перезапустити рівень, а виконання цієї цілі дозволить гравцеві перейти до наступного поля. 
Кожні п'ять рівнів у режимі Adventure відповідають грі з одним із десяти героїв мультфільму «Peggle Masters», які допомагають гравцеві. Кожен з Peggle Masters має унікальну спеціальну здатність, яка активується, коли гравець вдаряє по одному з двох випадково вибраних зелених кілочків на дошці. Деякі активуються відразу; один призводить до появи другої кулі із зеленого кілочка після удару. Інші матимуть ефекти, які активуються під час наступного або ще кількох пострілів; один показує шлях м'яча, включно з підборами, а інший збільшує довжину ловця м'яча. На останніх п’яти рівнях режиму пригод, які називаються рівнями «Майстер», гравець може вибрати, якого з майстрів Peggle він хоче використовувати.
Окрім очищення дошки, гравець має завдання отримати високі бали з кожним ударом. Очки надходять із двох основних джерел: яскраві кілочки та стильні окуляри. Кожна вибита кілочка приносить очки, а додаткові бонуси можна отримати, якщо вдарити по численним кілочкам одним ударом і видалити помаранчеві кілочки, що створює множник очок до 10 разів, коли всі помаранчеві кілочки, крім кількох, очищені. Крім того, один випадковий синій кілочок буде позначено фіолетовим і стане синім після удару, якщо його не вдарити під час кожного ходу; удар по цьому кілку ще більше збільшить рахунок гравця. Очки стилю нараховуються за складні удари, такі як послідовні удари по двох помаранчевих кілочках на відстані один від одного або за вдалий відскок від ловця м’яча.  Коли гравець очищає дошку від помаранчевих кілочків, як було оголошено піснею « Ode To Joy » і повідомленням «Extreme Fever»,  нижня частина рівня замінюється п’ятьма ящиками з різними значеннями балів, щоб м’яч впав в них. Гравцеві присуджується ця кількість балів, включно з будь-якими невикористаними кульками, що залишилися, щоб отримати остаточний бал за рівень. Якщо всі прив’язки на рівні очищені, нараховується бонус, усі контейнери повертаються до максимального значення, і відображається повідомлення «Надвищена лихоманка».
Окрім режиму пригод, у грі є низка завдань, які вимагають від гравця проходження дощок відповідно до суворіших вимог, наприклад видалення більше помаранчевих кілочків або видалення кожного кілочка з дошки. Режим «Поєдинок» дозволяє гравцеві змагатися з іншою людиною або комп’ютерним штучним інтелектом на одній дошці, намагаючись отримати найвищий бал. Оскільки гравець зазвичай не може передбачити шаблони, режим «Дуель» потребує багато навичок, щоб освоїти його. Таким чином, Duel є єдиним режимом, у якому гравці заробляють рейтингові очки. Версії Xbox Live і PlayStation Network додають режим «Peg Party», у якому до чотирьох гравців змагаються на своїх окремих дошках, використовуючи обмежену кількість кульок, і кожен намагається отримати найбільшу кількість очок. У кожному з цих режимів гра зазвичай пропонує гравцям можливість вибрати, якого Peggle Master вони бажають використовувати. 

## Розвиток
Peggle спочатку був задуманий директором студії PopCap Сукбіром Сідху, який надихався машинами для пачинко .  Однак він визнав, що пачинко здебільшого заснований на удачі, і його не можна було б добре перевести у відеогру. Побачивши движок двовимірної гри, створений програмістом PopCap Брайаном Ротштайном, Сідху зміг реалізувати свою гру та працював з Ротштайном протягом перших п’яти місяців її розробки, перш ніж залучити додаткових програмістів.  Початковий дизайн зосереджувався на об’єднанні елементів пачинко з Breakout . Команда спочатку використовувала механіку «швидкої стрільби», яка використовується в пачинко, разом із численними рухомими мішенями; однак вони виявили, що це робить рівні занадто швидкими або занадто вимогливими до гравця. Згодом вони виявили, що статичне поле кілків приносить гравцеві більше задоволення; шлях м’яча був би більш передбачуваним, що призвело б до того, що механіка ігрового процесу вимагала очищення лише випадкової підмножини помаранчевих кілочків.  Коли команда створила основну механіку гри, вони залучили художника-персонажа Волтера Вілсона, фонового художника Марсію Бродерік і додаткового кодера Еріка Темса, щоб допомогти завершити Peggle протягом дворічного періоду розробки.  Незважаючи на те, що їхня гра була налагоджена, Сідху та Ротштейн зіткнулися з внутрішніми проблемами в PopCap щодо підвищення рівня інтерактивності гри, але вони захистили своє бачення гри. 
Команда дизайнерів боролася з темою для гри, і деякий час гра базувалася навколо міфологічного бога Тора. Протягом цього часу гра називалася Thunderball і була набагато темнішою за тему, ніж кінцевий продукт.  Згодом гра змінила тему на більш безтурботну. Команда зрозуміла, що назва більше не підходить до гри.  Звідти дизайнери придумали назвати гру «Pego», а потім «Pogo». Пізніше команда виявила, що, оскільки Pogo вже було назвою Flash-порталу EA, вони не зможуть його використовувати. 
Хоча технічно гру було завершено протягом року, PopCap вирішив витратити більше часу на її доопрацювання, покращення візуальних і фонових зображень.  Команда працювала над вдосконаленням різних звукових ефектів, які використовуються в грі, щоб створити відповідну атмосферу. У деяких випадках вони швидко знаходили потрібний звук; звук удару м'яча об кілочок було запозичено з іншої гри, яку розробляє PopCap, але вважалося ідеальним для Peggle . Інші випадки вимагали повторення; звук стрільби м'яча спочатку був ближчим до звуку гармати, тоді як звуковий ефект "шльонку" використовувався, коли ловець м'яча ловив м'яч. Їх було змінено на більш легкі звуки (пневматична гармата та короткий ангельський хор), щоб елементи звучали так, ніби вони є частиною музики гри.  Команда виявила, що це допомогло створити визначальний момент наприкінці кожного рівня, коли гравець залишився за кілька хвилин до останнього прив’язки. Ця функція спочатку була запрограмована як просте повідомлення, у якому вказано "Надзвичайна лихоманка" та музику " Ode to Joy " як заповнювач. Сідху хотів відтворити «дикі звуки та зображення», присутні в виграшних іграх пачинко. Однак команда виявила, що гравці добре відреагували на простіші елементи-заповнювачі. Команда зосередилася на покращенні їх представлення, включно з додаванням масштабу поточної кулі, коли вона наближається до останнього помаранчевого кілочка, який потрібно видалити. 
У 2014 році PopCap отримав патент у США на геймплей Peggle як «електронну гру, наприклад комп’ютерну гру з видаленням кілочків» 

## Версії та продовження
Peggle Extreme постачався разом із версією The Orange Box для Windows, яка містить рівні, натхненні Half-Life 2, Team Fortress 2 і Portal . Він включає десять рівнів з одним Peggle Master і п’ятьма викликами.  Згодом Peggle Extreme стало безкоштовним для завантаження для всіх, хто має обліковий запис Steam .  Гру було розроблено спільно з Valve після того, як команди PopCap дізналися, що Peggle часто грають в офісах Valve і що компанія допомогла просувати гру в Steam. PopCap запропонувала версію, яка б віддала данину іграм Valve, яку Valve охоче підігріла, допомагаючи PopCap у її розробці, зокрема надаючи графічні ресурси та ілюстрації. 
Peggle було перенесено на Xbox Live Arcade,  PlayStation Network,  iPod,  та iOS.  Версії Xbox Live Arcade і PlayStation Network включають режим «Peg Party», у якому можуть змагатися до чотирьох гравців одночасно. Версії для Xbox Live Arcade, PlayStation Network і iOS включають режим «Дуель», причому у версії для iOS гравці мають спільний доступ до iPhone між ходами. Peggle також було перенесено як міні-гру в World of Warcraft, яка включає рівні, засновані на грі, але включає обмежений набір Peggle Masters для використання. Гравці Warcraft також можуть використовувати Peggle, щоб вирішити, як розподілити здобич з успішних рейдів або підземель.  Згодом, у липні 2009 року, було випущено безкоштовне окреме десятирівневе видання Peggle, присвячене Warcraft так само, як Peggle Extreme. 
PopCap випустив продовження оригінальної гри Peggle Nights у вересні 2008 року для Windows. Продовження розширює Peggle, додаючи одного нового Peggle Master, додаючи нові рівні та виклики.  19 листопада 2009 року версії Peggle для Xbox Live і PlayStation Network отримали Nights як розширення для гри, яке можна завантажити.   Peggle Nights стало доступним як покупка через додаток для пристроїв iOS.   Peggle: Dual Shot — це порт гри для Nintendo DS, розроблений Q Entertainment ; гра включає вміст як з Peggle, так і з Peggle Nights.  Ця версія гри нагороджує гравця зіркою кожного разу, коли потрапляє фіолетовий бонусний кілочок, активуючи нову бонусну міні-гру після отримання п’яти зірок. Міні-гра вимагає, щоб гравець постійно відбивав м’яч бамперами, схожими на пінбольний м’яч, щоб збирати алмази та додаткові м’ячі. У 2013 році PopCap Games анонсувала Peggle 2 на виставці E3 2013. Через рік Peggle Blast було анонсовано для мобільних пристроїв.

## Рецепція
Peggle був добре прийнятий критиками. Алек Меєр з Eurogamer виявив, що гра є «постійною серією винагород» у ігровому процесі, графіці та аудіо, які продовжуватимуть задовольняти гравця.  Гас Мастрапа з The AV Club вважав гру «комфортною їжею для всеїдних геймерів» з її здатністю залучати навіть запеклих геймерів у фантастичні візуальні ефекти.  Ерік Брудвіг з IGN зазначив, що Peggle «достатньо простий, щоб будь-хто міг взяти його в руки та миттєво почати розважатися».  Версія для Xbox Live вважалася правдивою щодо версії для ПК, і хоча режим Peggle Party вважався цікавим доповненням, Ден Вайтхед з Eurogamer вважав, що це «дивний віддалений підхід», який не повністю інтегрує багатокористувацьку гру в гру,  це також висловив Мастрапа, який скаржився на відсутність онлайн-таблиць лідерів. 
Спочатку гра не показала хороших продажів, коли була випущена для Windows, але, за словами Сідху, продажі гри піднялися після випуску Peggle Extreme як частини The Orange Box ; Сідху заявив, що спеціальна версія гри допомогла залучити гравців у відеоігри, яких «ніколи не спіймають мертвими під час гри з єдинорогами та веселками».  Станом на початок 2009 року Peggle (як пробну, так і повну версії) було завантажено з Інтернету понад 50 мільйонів разів. Хоча PopCap не оприлюднив, скільки з цих завантажень було для повного продажу.  
Після випуску на Xbox Live Arcade Peggle була найбільш продаваною грою в сервісі протягом двох тижнів і залишалася в десятці найпопулярніших програм ще кілька тижнів після цього. Протягом місяця понад 100 000 гравців були включені до списку лідерів Xbox для Peggle . Хоча це число також включає гравців, які придбали гру через роздрібний пакет PopCap Arcade Volume 2, який також містив гру.  Редактор IGN Кем Шей поставив її на восьме місце у своєму списку найкращих ігор Xbox Live Arcade. Він заявив, що, незважаючи на те, що ця тема може легко відштовхнути гравців, вони не повинні цього допускати, оскільки «вона заразлива, а головне, весела».  У списку, складеному співробітниками IGN у вересні 2010 року, Peggle було зазначено як 10-ту найкращу Xbox Live Arcade усіх часів. 
Випуск Peggle для iOS був надзвичайно популярним, потрапивши в десятку найкращих програм, придбаних через App Store за перші два тижні, коли він був доступним.  Під час вихідних у червні 2009 року книга була виставлена на продаж за 1 долар (зазвичай 5 доларів); завдяки розпродажу гра стала програмою, яку найчастіше купують в App Store. Представник PopCap заявив, що за ці чотири дні вони продали стільки ж, скільки за три тижні до цього, після запуску гри в магазині. 
Деякі критики вважають Peggle захоплюючою грою, а Forbes зазначив, що вона спонукає користувача грати «лише кілька хвилин».   MSNBC назвав Peggle однією з «Топ-5 найбільш захоплюючих комп’ютерних ігор усіх часів». .  PopCap профінансував дослідження в Університеті Східної Кароліни, яке виявило, що гравці Peggle зазнали «зменшення депресії на 45%» серед осіб віком до 25 років  Rock Paper Shotgun інтерпретував те саме дослідження більш образно, повідомляючи: «Peggle був явним чемпіоном, покращивши загальний «настрій» на 573% для всіх суб’єктів дослідження».  Згідно з опитуванням, яке провела Information Solutions Group від імені PopCap, Peggle та інші ігри PopCap також допомагають дітям із СДУГ покращити концентрацію уваги та пам’ять. 
Peggle був номінований на нагороду Game Developers Choice Awards 2007 за «Найкращу гру для завантаження», «Найкращу портативну гру» (для порту iPod) та нагороду «Інновація».  Гра також була номінована як «Найкраща гра для завантаження» на премію Interactive Achievement Awards 2007 Академії інтерактивних мистецтв і наук .  У списку 100 улюблених комп’ютерних ігор усіх часів журналу PC Gamer Magazine (Велика Британія) за 2007 рік Peggle зайняв 40 місце. 